# Bolschaja Wisinga
Die Bolschaja Wisinga (russisch Большая Визинга) ist ein linker Nebenfluss der Syssola in der Republik Komi im Norden des europäischen Teils von Russland.
Die Bolschaja Wisinga entspringt an der Nordflanke des Nordrussischen Landrückens. 
Sie fließt in überwiegend nordöstlicher Richtung. Der Fluss passiert das Dorf und Rajonverwaltungszentrum Wisinga und mündet nach weiteren gut 10 km schließlich 70 km südlich von Syktywkar in die nach Norden fließende Syssola. Die Fernstraße R176 verläuft unweit des Flusslaufs und kreuzt diesen in Wisinga. 
Die Bolschaja Wisinga hat eine Länge von 167 km und entwässert ein Areal von 1970 km².
Der Fluss führt während der Schneeschmelze im Mai Hochwasser.